# Bahnstrecke Kiel-Hassee–Kiel West
| Die Eisenbahnbrücke über die Autobahn in Kiel-Hassee wurde im Mai 2018 abgebaut |                      |                        |                        |
| Streckennummer: | 1021                 |                        |                        |
| Streckenlänge: | 4,39 km              |                        |                        |
| Spurweite: | 1435 mm (Normalspur) |                        |                        |
| |                      |                        |                        |
| \| \| \| von Kiel Hbf \| \| \| \| 0,0 \| Kiel-Hassee \| Kiel-Hassee \| \| \| \| nach Osterrönfeld \| \| \| \| \| nach Eckernförde \| \| \| \| \| A 215 \| \| \| \| \| Anschluss Holzhandlung \| \| \| \| \| Eckernförder Straße \| \| \| \| \| Gutenbergstraße \| \| \| \| 3,7 \| Kiel West \| Kiel West \| \| \| \| Olshausenstraße \| \| \| \| 4,39 \| \| \| |                      |                        |                        |
| Strecke |                      | von Kiel Hbf           | von Kiel Hbf           |
| Bahnhof | 0,0                  | Kiel-Hassee            | Kiel-Hassee            |
| Abzweig geradeaus und nach links |                      | nach Osterrönfeld      | nach Osterrönfeld      |
| Abzweig ehemals geradeaus und nach links |                      | nach Eckernförde       | nach Eckernförde       |
| Brücke (Strecke außer Betrieb) |                      | A 215                  | A 215                  |
| Abzweig geradeaus und nach links (Strecke außer Betrieb) |                      | Anschluss Holzhandlung | Anschluss Holzhandlung |
| Brücke (Strecke außer Betrieb) |                      | Eckernförder Straße    | Eckernförder Straße    |
| Brücke (Strecke außer Betrieb) |                      | Gutenbergstraße        | Gutenbergstraße        |
| Dienststation / Betriebs- oder Güterbahnhof (Strecke außer Betrieb) | 3,7                  | Kiel West              | Kiel West              |
| Brücke (Strecke außer Betrieb) |                      | Olshausenstraße        | Olshausenstraße        |
| | 4,39                 |                        |                        |

Die Bahnstrecke Kiel-Hassee–Kiel West war eine Güterzugstrecke im Stadtgebiet von Kiel in Schleswig-Holstein. Sie wurde 1924 eröffnet und wurde von 2008 bis 2018 vollständig zurückgebaut.

## Geschichte
Zum Anschluss des Holtenauer Hafens plante die preußische Staatsbahn Anfang des 20. Jahrhunderts eine Bahnstrecke. Durch den Ersten Weltkrieg kam es nicht zur Ausführung. Nach dem Krieg wurde gebaut und am 2. Januar 1924 die Strecke vom Bahnhof Kiel-Hassee an der Bahnstrecke Kiel–Flensburg bis zum Güterbahnhof Kiel West eröffnet. Der Bahnhof wurde so gebaut, dass eine Verlängerung bis nach Holtenau möglich gewesen wäre. Diese Verlängerung kam nicht zur Ausführung.
Am Bahnhof Kiel West gab es mehrere Ladestraßen, eine Güterabfertigung, mehrere Anschlussgleise sowie ein langes Ausziehgleis über die Olshausenstraße bis zur ELAC auf der ehemals geplanten Trasse nach Holtenau. An der Strecke lag die Nord-Ostseehalle. Diese wurde im Zweiten Weltkrieg als Getreidespeicher genutzt. In der Folge siedelte sich am Bahnhof Kiel West ein Gemüsemarkt an. Durch die Verlagerung von Industriebetrieben und des Verkehrs auf LKW gingen in späteren Jahren die Beförderungsleistungen auf der Bahnstrecke zurück.
Im Oktober 1993 wurde die letzte Bedienung durchgeführt. Anschließend kaufte die Seehafen Kiel GmbH & Co. KG die Strecke von der Deutschen Bahn und hielt sie noch einige Jahre vor. 2008 wurde die Anschlussweiche im Bahnhof Kiel-Hassee entfernt. Das Gelände des Bahnhofes Kiel West wurde bisher teilweise überbaut.

## Veloroute 10
Das Streckengleis wurde zwischen 2013 und 2018 vollständig abgebaut, um stattdessen den Radschnellweg Veloroute 10 zu errichten. Ein erster Abschnitt zwischen Hasseldieksdammer Weg und Kronshagener Weg wurde im Herbst 2013 freigegeben. Auf den beiden Brücken über der Eckernförder Straße und der Gutenbergstraße ist die Veloroute 3,30 Meter breit, ansonsten mindestens 4 Meter. Jeweils 2,50 Meter breit sind die Rampen der Route in Höhe Petersweg, Gutenbergstraße Nord, Gutenbergstraße Süd und Grasweg 18. Die Route kommt ohne Ampeln aus. Radfahrende treffen nur an der Querung Kronshagener Weg und Hasseldieksdammer Weg auf Autoverkehr.
Im Juli 2018 wurde das nördliche Ende der Veloroute 10 zwischen Schauenburgerstraße und Christinenweg auf dem Gelände der Christian-Albrechts-Universität eröffnet.
Der südliche Teil des Radverkehrsweges vom Hasseldieksdammer Weg bis zum Bahnhof Kiel-Hassee Citti-Park wurde 2019 fertig gestellt.
Die Gesamtkosten für den Bau der Veloroute 10 belaufen sich auf fünf Millionen Euro für 4,2 km Strecke, vier Zufahrtsrampen und vier Brücken.